# Европска низија
Велика Европска низија, краће Европска низија, је највећа равничарска област у Европи, која се пружа од Пиринеја до Урала. Иако се сматра равницом, унутар Европске равнице постоји низ мањих планина и побрђа.
Европска низија се дели на Западноевропску, Средњоевропску и Источноевропску низију.

## Природне одлике

### Рељеф
Европска низија представља пространо равничарско подручје са јасним границама, окружено високим планинама и морем. Простире се на у смеру запад-исток, од Пиринеја и Атлантског океана на западу, до реке и планине Урал на истоку. Равница је са југа затворена северним Алпима и Карпатима, док је са севера ограничавају Северно и Балтичко море. Њена просечна ширина је око 200 километара да би се на истоку проширила на преко 1500 километара. Надморска висина Европске низије се креће од 0-200 м, а у неким деловима она је и депресија (средишња Холандија). Значајније усамљене планине и побрђа унутар низије се срећу у областима Бретање, средишње европске Русије (Валдајско побрђе).

### Клима
Европска низија се налази више климата, од климатске зоне између благе умерено континенталне на крајњем југозападу (ривијера Бијарица) до поларне климе на крајњем североистоку (северни Урал). Међутим, већи део низије има за живот погодну умерено континенталну до континенталну климу. Од запада ка истоку опада количина падавина, а расту разлике у годишњим температурама.

### Воде
Кроз Европску низију протиче већина важних европских река. На западу Лоара, Сена и Шелда, у средишњем делу Рајна, Везер, Одра и Висла, а на истоку равнице Њемен, Дњепар, Дон, Волга и Урал (граница). Реке у западном и средишњем делу обично доњом половином тока теку кроз равницу, док се у источном делу налазе у целини.
Језера у Европској низију су честа, али најчешће мала. Изузетак су ободно постављена језера Ладога и Оњега и језера у Финској (северна граница). Готово сва језера су ледничког порекла. Неке области су посебно познате по језерима - Померанија, Мазурија, северна Русија. У Холандији постоји и неколико вештачки створених језера на рачун мора (нпр. Зојдерско језеро).

### Биљни и животињски свет
Западни и средишњи део Европске низије је некад био под бујним листопадним шумама, од којих је данас мало сачувано. Најбоље очувано шумско подручје је под заштитом УНЕСКО-а - шума Бјаловјежа између Пољске и Белорусије. У северном делу Русије и у Финској очуване су четинарске шуме. Данас је највећи део низије под обрадивим тлом, махом под житарицама (пшеница, раж).

## Насеља и агломерације
У оквиру Европске низије живи значајан део европског становништва и ту је смештен низ великих градова од значаја не само за континент, него и на нивоу света. Посебно се требају истаћи: Москва, Париз, Берлин, Варшава, Кијев, Амстердам, Брисел, Хамбург, Копенхаген, Санкт Петербург, Ротердам, Хелсинки, Минск. Од агломерација потребно истаћи Рур, Рандштад и Шлеску.